# Julián Arribas Pérez
Julián Arribas Pérez (Borriana, 1966) és un docent especialitzat en ciències, músic de rock, i escriptor.
Amb el relat La delicada flaire del vi va guanyar el XXVIII Premi Picassent “Cristòfor Aguado Medina” (2006). En l'àmbit de la poesia és l'autor de: Imatge, Premi Flor Natural dels I Jocs Florals de Vall d'Uixó en 2006; A ulls clucs, Premi de Poesia “Antoni Ferrer” en 2007; A la vora de l'abisme, XXIX Premi de Poesia de Picassent “Cristòfor Aguado Medina” (2007); La fecunditat del fang, XXXIII Concurs de Poesia Jocs Florals Torroja del Priorat (2010);